# Карааланица
Кара̀ала̀ница е най-високият връх в Канарския дял на Централна (Средна) Рила. Висок е 2716 m.